# Schmiedefeld (Großharthau)
Schmiedefeld ist ein Ortsteil der Gemeinde Großharthau im Landkreis Bautzen. Schmiedefeld hat 413 Einwohner (Stand Mai 2011) auf einer Fläche von etwa 6,6 km² und war bis zu seiner Eingemeindung 1994 eine selbstständige Gemeinde.

## Geografie
Das Waldhufendorf Schmiedefeld liegt südlich der Bundesstraße 6 von Dresden nach Bautzen. Die Kreisstraße 7264 führt in den Großharthauer Ortsteil Seeligstadt. Schmiedefeld wird von zwei Buslinien des Verkehrsverbunds Oberelbe (VVO) angefahren.

### Nachbarorte und -regionen
| Seeligstadt, Arnsdorf    | Massenei                                    | Großharthau |
| Schmetterholz, Fischbach | Kompassrose, die auf Nachbargemeinden zeigt | Bühlau      |
| Wilschdorf               | Rennersdorf-Neudörfel, Stolpen              | Lauterbach  |

## Geschichte
Die erste urkundliche Erwähnung Schmiedefelds unter dem Namen Smydivelt ist aus dem Jahr 1221 überliefert. Der Ortsname änderte sich im Lauf der Jahrhunderte mehrfach, so sind etwa die Schreibweisen Smidefelt (1222), Smedevelt (1262), Smydevelt (1354), Schmydefelt (1538) und Schmiedefeldt (1559) bekannt. Der Ortsname bezieht sich auf eine Feldschmiede, die sich nahe der heutigen Bundesstraße 6, etwa am Standort der ehemaligen Gastwirtschaft „Dürrer Fuchs“ befand.
Durch die nahegelegene historische Fernverbindungsstraße von Hamburg nach Breslau war Schmiedefeld bereits im Mittelalter stets Anlaufstelle für Reisende und Kaufleute. Ab 1727 befand sich eine Posthalterei im Dorf. Bis zur Eröffnung der Bahnstrecke Görlitz–Dresden 1846 waren in der Schmiedefelder Poststation bis zu 80 Pferde stationiert. Viele der Reisenden machten im Erbgericht, im Dürren Fuchs oder im Postgut selbst Station.

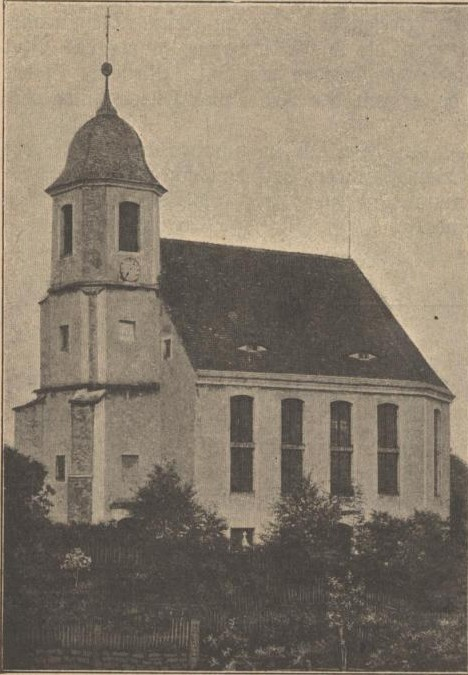
Kirche Schmiedefeld Ende des 19. Jahrhunderts

Während des Frühjahrsfeldzugs 1813 kam es in Schmiedefeld zu schweren Gefechten zwischen russischen und französischen Truppen. Die Russen beschossen die im Dorf stationierten Franzosen vom Kapellenberg aus, den Kämpfen fielen am 12. Mai 1813 bei einem Großbrand beinahe sämtliche Gebäude, inklusive der Kirche, des Gerichts, der Schule und des Posthofs, zum Opfer. Nachdem der Friedenskongress von Prag ohne Einigung geendet hatte, kam es im Ort erneut zu kriegerischen Auseinandersetzungen. Außerdem mussten die Schmiedefelder Truppen und Ausrüstung der napoleonischen Streitkräfte beherbergen. Für 1813 sind folgende Einquartierungen in Schmiedefeld dokumentiert:

„Vier Divisions- und 10 Brigade-Generale, 32 Oberste, 28 Oberst-Leutnants, 49 Majore, 387 Ober-Offiziere, 468 Unter-Officiere erster Classe, 33.884 Unter-Officiere zweiter Classe, Gemeine, 5.387 Pferde, für welche eben so viel Rationen beschafft werden mussten, 213 Spannpferde.“

Bis Ende 1813 wurden durch die Soldaten die noch bestehenden Gebäude zu großen Teilen zerstört. Von 143 Gebäuden in Schmiedefeld zu Beginn des Jahres 1813 waren 1814 nur noch drei bewohnbar, die meisten Bewohner waren geflohen. Erst nach dem Abzug der Truppen kehrten die Einwohner nach Schmiedefeld zurück und bauten das Dorf wieder auf.
Der Legende nach sollen in und um Schmiedefeld diverse Schätze aus Kriegszeiten vergraben sein, die von ihren Besitzern aus Angst vor plündernden Soldaten versteckt wurden. Bei Grabungsarbeiten im Keller eines Wohnhauses wurde 1898 zum Beispiel ein Gefäß mit 160 preußischen, kursächsischen und österreichischen Silbermünzen aus den Jahren von 1750 bis 1812, darunter fünf Speciestaler, gefunden.
Bis 1875 war Schmiedefeld dem Amt Stolpen zugehörig. Danach übernahm die Amtshauptmannschaft Pirna die Verwaltung, bis der Ort 1952 in den Landkreis Bischofswerda eingegliedert wurde. Seit 1994 gehört Schmiedefeld zum Landkreis Bautzen.

### Kirche

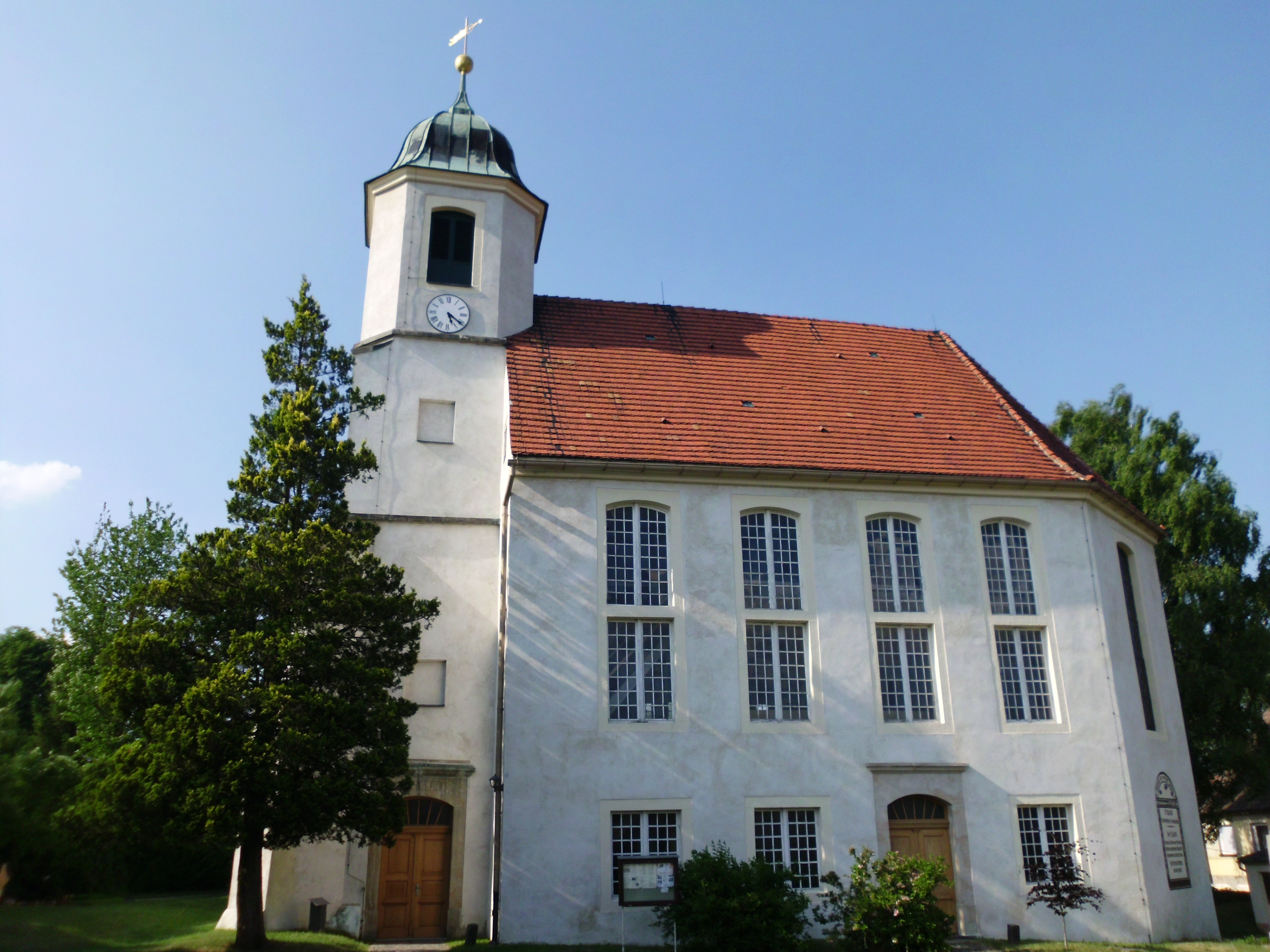
St.-Michaelis-Kirche

Eine Kirche in Schmiedefeld wurde erstmals 1354 erwähnt. Die heutige St.-Michaelis-Kirche wurde im Oktober 1818 geweiht, nachdem der Vorgängerbau während der Befreiungskriege im Mai 1813 zerstört wurde. In der Kirche befindet sich eine Orgel von Christian Gottfried Herbrig aus dem Jahr 1821, sie ist eine Station der Herbrig-Orgelstraße.

### Einwohnerentwicklung
Im Jahr 1559 wurden in Schmiedefeld 29 besessene Männer, 16 Häusler, neun Hausgenossen und 25¾ Hufen gezählt, 1764 verzeichnete man 28 besessene Männer, 14 Gärtner, neun Häusler und 25¼ Hufen.
| Jahr      | 1834 | 1871 | 1890 | 1910 | 1925 | 1939 | 1946 | 1950 | 1964 | 1990 | 2001 | 2011 |
| Einwohner | 473  | 520  | 578  | 617  | 639  | 631  | 771  | 764  | 679  | 459  | 455  | 413  |

## Natur und Umwelt
Im Südosten des Ortes verläuft, aus Großharthau kommend, die Wesenitz, ein Nebenfluss der Elbe. Ein Tümpel am Flusslauf zwischen Bühlau und Schmiedefeld ist als Naturdenkmal geschützt. Die Scheibenmühle, eine von zahlreichen ehemaligen Wassermühlen des Wesenitztals, befand sich in Schmiedefeld. Außerdem fließt der Schmiedefelder Bach (auch „Schmiedefelder Wasser“ genannt) im Süden des Dorfes in die Wesenitz. Nordöstlich des Ortes befindet sich der 323 Meter hohe Kapellenberg, auf dem bis ins 20. Jahrhundert ein Steinbruch betrieben wurde. Westlich von Schmiedefeld befindet sich das Waldstück Schmetterholz, im Norden liegt das Landschaftsschutzgebiet Massenei.

## Vereine und Veranstaltungen
Der Kultur- und Sportverein Schmiedefeld wurde 1992 gegründet und organisiert regelmäßig verschiedene Veranstaltungen wie Fußballturniere, Faschingsfeiern, Seniorenveranstaltungen oder Sonnenwendfeuer im Ort. Seit Ende der 1990er Jahre befindet sich ein Hundeerlebnispark mit Hundepension in Schmiedefeld. Seit 2012 existiert der Hundesportverein „Pfotenfreunde“, der gemeinsam mit der Hundeschule „Pfotentrainer“ das „Pfotenschulzentrum Schmiedefeld“ betreibt. Bereits 1948 wurde der Kleintierzüchterverein „Schmiedefeld und Umgebung“ im Ort gegründet.

## Persönlichkeiten
- Max Curt Bille (* 22. August 1884 in Schmiedefeld; † 16. Juni 1961 in Oppach), Marionettenspieler[6]